# Harem (film, 1985)
Pour les articles homonymes, voir Harem (homonymie).
Pour plus de détails, voir Fiche technique et Distribution.
Harem est un film dramatique romantique français réalisé par Arthur Joffé, sorti en 1985.
Une jeune femme originaire de New York est enlevée. Elle se retrouve dans le harem d'un homme raffiné, loin de l'image glauque que la jeune femme se fait de sa situation.

## Synopsis
Diane Andrews est une négociante hautaine de Wall Street sans aucun intérêt romantique. Un jour, Sheikh Selim, le dirigeant d'un pays du Golfe riche en pétrole qui traquait Diane, la fait droguer, enlever et amener à son harem, supervisé par l'eunuque Massoud. Malgré les premières protestations de Diane, au fur et à mesure qu'ils commencent à s'apprécier, ils tombent amoureux. Pendant ce temps, une série d'événements fait comprendre à Selim qu'il ne peut plus gouverner son pays et son harem comme lui et ses ancêtres le faisaient. Finalement, il prend la décision radicale d'évacuer son château isolé.

## Fiche technique
Sauf indication contraire, les informations mentionnées dans cette section peuvent être confirmées par la base de données cinématographiques IMDb,  présente dans la section « Liens externes ».
- Titre : Harem
- Réalisation : Arthur Joffé
- Scénario : Arthur Joffé, Tom Rayfiel Richard Prieur
- Direction artistique : George Goodridge
- Décors : Alexandre Trauner
- Costumes : Olga Berluti, Catherine Gorne-Achdjian
- Son : Pierre Gamet et Dominique Hennequin
- Photographie : Pasqualino De Santis
- Montage : Dominique B. Martin, Ruggero Mastroianni
- Musique : Philippe Sarde
- Production : Alain Sarde
- Société de production : Sara Films
- Sociétés de distribution : Europe 1, StudioCanal, Union Générale Cinématographique
- Pays de production :  France
- Langue : Anglais
- Format : Couleurs - 2,35:1 - Dolby Digital - 35 mm
- Genre : drame, romance
- Durée : 113 minutes (1 h 57)
- Dates de sortie en salles : 
  - France : 20 novembre 1985
- Affiche : Michel Landi (France)

## Distribution
- Nastassja Kinski  (V.F : Sabine Haudepin) : Diane
- Ben Kingsley  (V.F : Pierre Arditi) : Selim
- Dennis Goldson : Massoud
- Michel Robin : Monsieur Raoul
- Zohra Sehgal : Affaf
- Juliette Simpson : Zelide
- Rosanne Katon : Judy
- Norman Chancer : l'ingénieur américain
- Maurice Lamy : Mehmet

## Distinctions
| Date            | Distinction     | Catégorie              | Nom                                    | Résultat   |
| --------------- | --------------- | ---------------------- | -------------------------------------- | ---------- |
| 22 février 1986 | César du cinéma | Meilleurs costumes     | Olga Berluti, Catherine Gorne-Achdjian | Lauréat    |
| 22 février 1986 | César du cinéma | Meilleure affiche      | Michel Landi                           | Lauréat    |
| 22 février 1986 | César du cinéma | Meilleure photographie | Pasqualino De Santis                   | Nomination |
| 22 février 1986 | César du cinéma | Meilleur son           | Pierre Gamet, Dominique Hennequin      | Nomination |
| 22 février 1986 | César du cinéma | Meilleur premier film  | Arthur Joffé                           | Nomination |